# Sofota perakensis
Sofota perakensis – gatunek chrząszcza z rodziny biegaczowatych i podrodziny Lebiinae.

## Taksonomia
Gatunek opisany został w 2010 roku przez Ericha Kirschenhofera. Nazwa gatunkowa pochodzi od lokalizacji. Holotypem jest samica odłowiona w 2002 roku.

## Opis
Osiąga 8 mm długości i 3,8 mm szerokości ciała. Głowa czarna. Przedplecze i pokrywy rudożółte, przy czym na pokrywach czarna plama przedwierzchołkowa obejmująca wierzchołek i wydłużona wzdłuż międzyrzędów 8 i 9 do przodu prawie do środka długości tychże. Segmenty czułkowe 2 i 3 przyciemnione, a pozostałe rudożółte. Odnóża również rudożółte. Przedplecze 1,6 razy szersze niż długie, słabo wypukłe, o brzegach zwężających się ku przodowi w łuk. Pokrywy szerokoowalne, słabo wypukłe.

## Występowanie
Gatunek ten jest endemitem Malezji, znanym jedynie z Peraku.